# دهستان رودشت
دهستان رودشت، یکی از دهستان‌های بخش اژیه شهرستان هرند در استان اصفهان ایران است.

## جمعیت
براساس سرشماری عمومی نفوس و مسکن در سال ۱۳۹۵، جمعیت دهستان رودشت برابر با ۵۶۰ نفر بوده‌است.